# Sveti Martin na Muri
Sveti Martin na Muri stari naziv Pomorje (mađarski Muraszentmárton,; na mjesnom hrvatskom narječju (kajkavskom) se zove Sumarton, ili Martin) je naselje i istoimena općina u Hrvatskoj. Smještena je u Međimurskoj županiji.

## Općinska naselja
U sastavu općine nalazi se 14 naselja: Brezovec, Čestijanec, Gornji Koncovčak, Gradiščak, Grkaveščak, Jurovčak, Jurovec, Kapelščak, Lapšina, Marof, Sveti Martin na Muri, Toplice Sveti Martin, Vrhovljan i Žabnik.

## Zemljopis
Općina Sveti Martin na Muri smještena je na najsjevernijoj točki Republike Hrvatske. Područje Općine obuhvaća prostor gdje rijeka Mura ulazi u državni teritorij Republike Hrvatske, a peripanonski se prostor polako pretapa u perialpski.
S površinom od 2525 hektara općina se svrstava u red srednje velikih općina u Međimurskoj županiji, a u red malih općina u Republici Hrvatskoj.
Na prostoru Općine mogu se jasno izdvojiti dva tipa reljefa: nizinski sjeverni dio i brežuljkasti južni dio Općine. Stoga se sjeverni dio uvrštava u područje pleistocenske ravni uz rijeku Muru, a južni dio u Gornje Međimurje.
Meteorološke značajke određene su pripadnošću široj klimatskoj regiji - Panonskoj nizini. Prevladava umjereno svježa kontinentalna klima.

## Stanovništvo
808 domaćinstava i 3.154 stanovnika; gustoća naseljenosti je 125 stanovnika/km2.
| broj stanovnika | 1842  | 1842  | 2012  | 2390  | 2471  | 2593  | 2687  | 2914  | 3493  | 3469  | 3304  | 3500  | 3083  | 2987  | 2958  | 2605  | 2391  |
|                 | 1857. | 1869. | 1880. | 1890. | 1900. | 1910. | 1921. | 1931. | 1948. | 1953. | 1961. | 1971. | 1981. | 1991. | 2001. | 2011. | 2021. |

| broj stanovnika | 239   | 265   | 298   | 303   | 324   | 336   | 367   | 404   | 411   | 436   | 394   | 481   | 505   | 531   | 502   | 435   | 452   |
|                 | 1857. | 1869. | 1880. | 1890. | 1900. | 1910. | 1921. | 1931. | 1948. | 1953. | 1961. | 1971. | 1981. | 1991. | 2001. | 2011. | 2021. |

## Uprava
Općina Sveti Martin na Muri prvi put u svojoj povijesti ustrojena je 1993. godine. Općinsko vijeće Općine čini 13 vijećnika koji dolaze iz četiri stranke. Većinu u Općinskom vijeću trenutno ima HSLS iz čijih je redova i načelnik općine. U radnom odnosu u općini su načelnik, odnosno predsjednik Općinskog vijeća i administrativna tajnica. U okviru općine djeluju i tri mjesna odbora. U dosadašnjem radu Općinsko vijeće većinu je bitnih odluka donosilo konsenzusom, što govori u prilog demokratičnosti i odsustva ispolitiziranosti.

## Povijest
Smješten u dolini između zadnjih sjevernih brežuljaka međimurskih gorica prema rijeci Muri, Sv. Martin na Muri jedna je od najstarijih župa i naselja u ovom dijelu Međimurja.
Ovdje je i važno prethistorijsko arheološko nalazište, a upravo tu je preko rijeke Mure prelazila i znamenita rimska cesta između Ptuja (Poetovio) i Lendave, vodeći sve do rimskih gradova Karnunta (lat. Carnuntuma) - istočno od današnjeg Beča u Austriji - i Akvinka (Aquincuma) - današnje Budimpešte. U 1. stoljeću je na lokaciji današnjeg naselja utemeljen starorimski municipij Halikan (Hallicanum). Nije čudno što je kod Sv. Martina pronađeno nalazište vrlo rijetkog rimskog novca i drugih materijalnih ostataka antičke kulture. Ovaj kraj bio je važan u Srednjem vijeku, bilo da se radi o gotičkim i baroknim crkvama ili o starim dvorcima i kurijama (Gradiščak, Lapšina).
Najvrjedniji očuvani spomenik do danas je gotičko-barokizirana župna crkva sv. Martina. Ta se župa spominje već 1334. god. (SANCTI MARTINI), pa 1501. (SANCTI MARTINI SUPERIOR) i 1650. god. (SANCTI MARTINI in KOMORY). Na ovom povijesnom lokalitetu najprije je izgrađena drvena župna crkva, da bi polovicom 15. st. bio sagrađen najveći dio svetišta. Svetište je poligonalno, a nadsvođeno je vrlo uspjelim kasnogotičkim mrežastim svodom, koji nosi deset konzola. Zanimljivi su, jer imaju uklesane motive bilja te likove anđela (na jednom je uklesana 1468. godina).
Kustosija ove prekrasne crkve nastala je 1567. u kamenu vapnencu s tragovima crvene boje. Naročito zanimljive i vrijedne su gotičke zidne slikarije što je prava rijetkost u Međimurju. Današnja sakristija izgrađena je 1777. god., da bi najkasnije bio zamijenjen tabulat na stropu lađe 1779. godine.
U 18. i 19. stoljeću u dokumentima na hrvatskom jeziku se je zvalo Pomorje.

## Gospodarstvo
Općina Sveti Martin na Muri oduvijek je pripadala gospodarski slabije razvijenom području županije. Stanovnici su se uglavnom bavili ratarstvom, vinogradarstvom i stočarstvom. Ipak, u novije doba sve se više razvija industrija i turizam. Na području općine danas djeluju 54 aktivna poduzetnika s 537 zaposlenika, te 37 obrtnika.
U općini Sveti Martin na Muri funkcionira jedna poduzetnička zona, i to u Vrhovljanu, na površini od oko 14 hektara.
Na osnovi termalnog izvora otkrivenog početkom 20. stoljeća nekoliko kilometara južno od naselja Sveti Martin na Muri na lokalitetu zvanom Vučkovec, izgrađen je nakon osamostaljenja Republike Hrvatske na mjestu nekadašnjeg skromnog bazena atraktivni kupališno-zdravstveno-športski kompleks „Toplice Vučkovec“, koji je nedavno preimenovan u „Toplice Sveti Martin“. Kao prvoklasno turističko odredište on posljednjih godina značajno pridonosi gospodarstvenom razvitku Općine.

## Spomenici i znamenitosti
- Crkva sv. Martina
- Mlin (vodenica) na Muri
- Brod (skela) na Muri
- Zaštićeni krajolik rijeke Mure

## Obrazovanje
U Općini djeluje jedna škola, i to Osnovna škola Sveti Martin na Muri.

## Kultura
U domeni kulture značajna je kandidatura projekta kulturne ceste „Putevi sv. Martina“, koji je dobio zeleno svjetlo od fonda Europske unije, a kandidirao ga je mađarski grad Sambotel koji je izradio prijedlog projekta ceste od njihovog grada preko drugih mađarskih mjesta kojima je sv. Martin zaštitnik župe.
Kulturna europska cesta povezivala bi sljedeća mjesta: Sambotel (Mađarska) - Podturen - Sveti Martin na Muri.
Svetomartinski Krampuslauf

## Šport
- NK Polet Sveti Martin na Muri
- Športsko ribolovno društvo Čikov,[7] osnovano 2. prosinca 1990, sa sjedištem u Žabniku.
- Teniski klub pod imenom Sveti Martin,[8] osnovan 2007. godine.

Teniski klub koristi dva teniska terena na posjedu Seoskog turizma Goričanec.
- Biciklistički klub pod imenom Mura Avantura,[9] osnovan 29. studenoga 2008.

## Vanjske poveznice
- Službena stranica